# Adam (película)
Adam es una película de 2009 escrita y dirigida por Max Mayer, protagonizada por Hugh Dancy y Rose Byrne. Mayer estuvo inspirado para escribir el guion de la película cuando escuchó una entrevista en la radio de un hombre que tenía síndrome de Asperger.
La filmación tuvo lugar en Nueva York en diciembre de 2005. La película se estrenó en el Festival de Cine de Sundance 2009, donde ganó un Premio Alfred P. Sloan, y fue estrenada en Estados Unidos el 29 de julio de 2009. La fecha de estreno en Canadá y Reino Unido fue el 7 de agosto, y el 20 de agosto en Australia.

## Sinopsis
Adam, un hombre solitario con Síndrome de Asperger, desarrolla una relación con su vecina de arriba, Beth.

## Elenco
- Hugh Dancy como Adam Raki.
- Rose Byrne como Beth Buchwald.
- Peter Gallagher como Marty Buchwald.
- Amy Irving como Rebecca Buchwald.
- Frankie Faison como Harlan Keyes.
- Mark Linn-Baker como Sam Klieber.
- Karina Arroyave como Anna Maria.
- Maddie Corman como Robin.
- Adam LeFevre como Wardlow.
- Mark Margolis como Hombre mayor.

|             |             |
| Hugh Dancy. | Rose Byrne. |